# Confesión a Laura
Confesión a Laura es una película colombiana de 1990, dirigida por Jaime Osorio, escrita por Alexandra Cardona Restrepo y con la actuación de Vicky Hernández como Laura, Gustavo Londoño como Santiago y María Cristina Gálvez  como  Josefina. Es una producción colombo–cubano-española y fue estrenada en el festival de cine de Huelva de 1990. En Colombia fue bien recibida por la crítica,  y a pesar de haber sido realizada en La Habana recrea muy detalladamente elementos de la época de El Bogotazo y el estilo de vida de la clase media Bogotana de mediados del siglo XX.

## Argumento
El 9 de abril de 1948 se produce la muerte de Jorge Eliécer Gaitán, un suceso histórico sucedido en Bogotá que marcaría un momento muy importante en la historia de Colombia conocido como el Bogotazo, después de la muerte de Gaitán un líder político del partido liberal "el pueblo colombiano" entraría en protestas muy fuertes contra el gobierno en esos momentos conservador.
Es entonces donde se desarrolla esta historia. Un día después de la muerte de Gaitán el ejército empieza a tomar el control de la situación y es cuando tratan de recuperar la Biblioteca Nacional por ser un punto clave en Bogotá, a pocas cuadras de la biblioteca vivía Laura en un apartamento y este 10 de abril era el día de su cumpleaños número 45, en la cuadra de al frente justo en frente de su ventana, su vecina y amiga muy cercana Josefina, le había preparado una torta y le dice a su esposo Santiago que debe ir a entregársela, cuando Santiago llega a la casa de Laura la situación se complica y le es imposible salir de la casa de su vecina ya que hay francotiradores en los tejados al parecer enviados por el gobierno para controlar el orden y asesinar a quien saliese a la calle. Allí, fuera de su casa, Santiago empezará a reflexionar sobre su vida acompañado de Laura una mujer muy diferente a todas las que antes había conocido.